# Desmophyllum dianthus
Espèce
Statut CITES
Desmophyllum dianthus, ou corail solitaire, est une espèce de coraux appartenant à la famille des Caryophylliidae.

## Habitat et répartition
Lors du démantèlement d'ANTARES, en mai et juin 2022, une dizaine de coraux ont été retrouvés sur les structures en titane du télescope. Celles-ci avaient été immergées entre 2 100 et 2 400 mètres de profondeur, dans les abysses de la Méditerranée, au large de Toulon.